# Krucifix (Rohovládova Bělá)
Před kostelem svatého Petra a Pavla v obci Rohovládova Bělá v okrese Pardubice stojí od roku 1866 na pískovcovém pylonu kovový krucifix s korpusem Krista. 

## Popis
Na třech pískovcových schodech stojí hranolový podstavec zakončený nahoře profilováním. Na čelní straně podstavce je v obdélníkovém rámečku umístěn nápis „Pojdtěž ke mně všichni kteří obtíženi jste a já vás občerstvím. Nákladem občanů Bělských L. P. 1866.“
Na podstavci stojí hranolový pilíř zakončený profilovanou římsou a ozdobený na bocích volutami. Na čelní straně pilíře je ve vyhloubené nice umístěn reliéf Panny Marie.
Na římse je držen pozlaceným andělem kovový krucifix se zlaceným korpusem Krista a s nápisem INRI nad hlavou. Z římsy ční kovový držák lucerny.

## Galerie

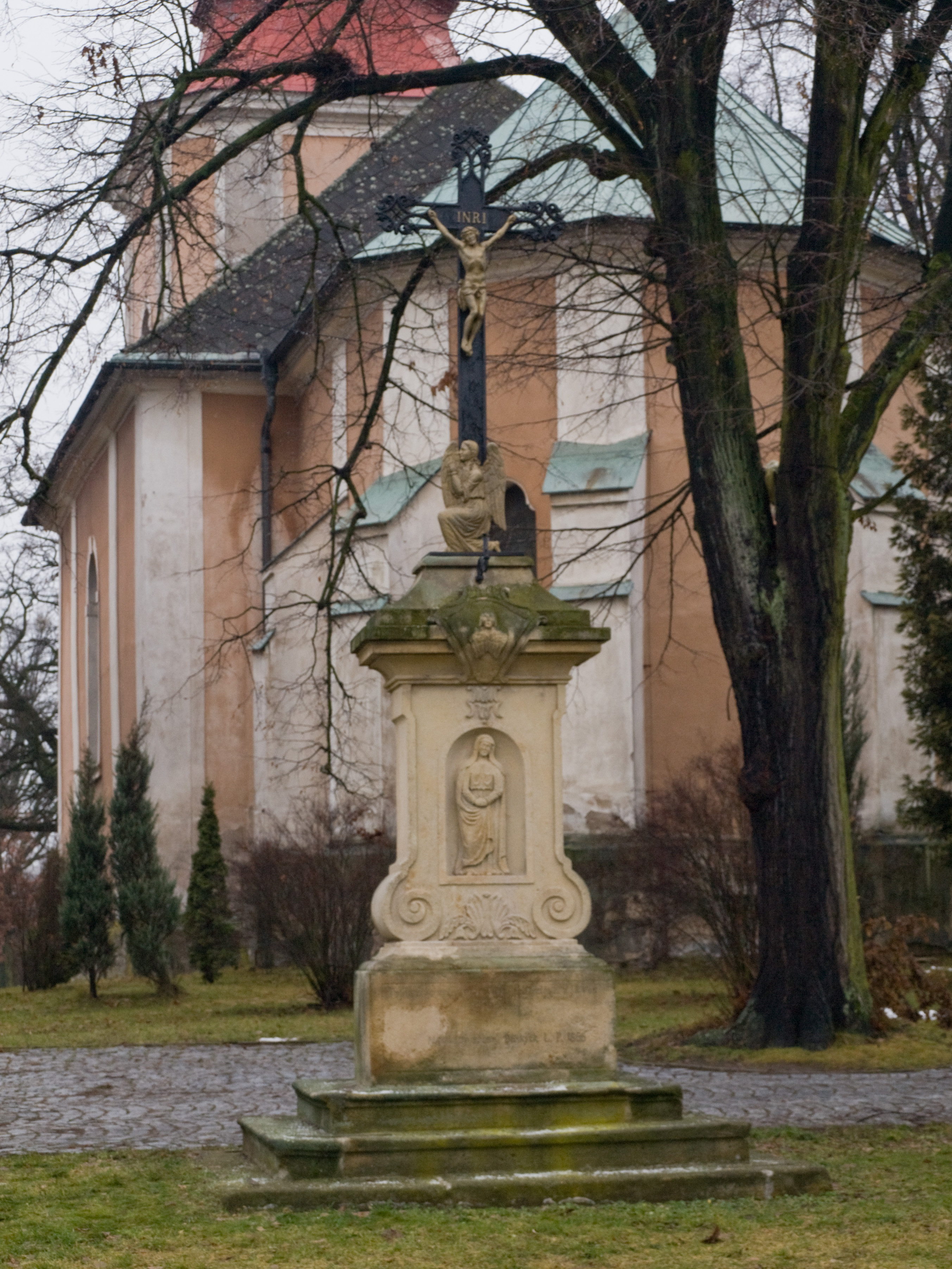
Krucifix v Rohovládově Bělé v roce 2012
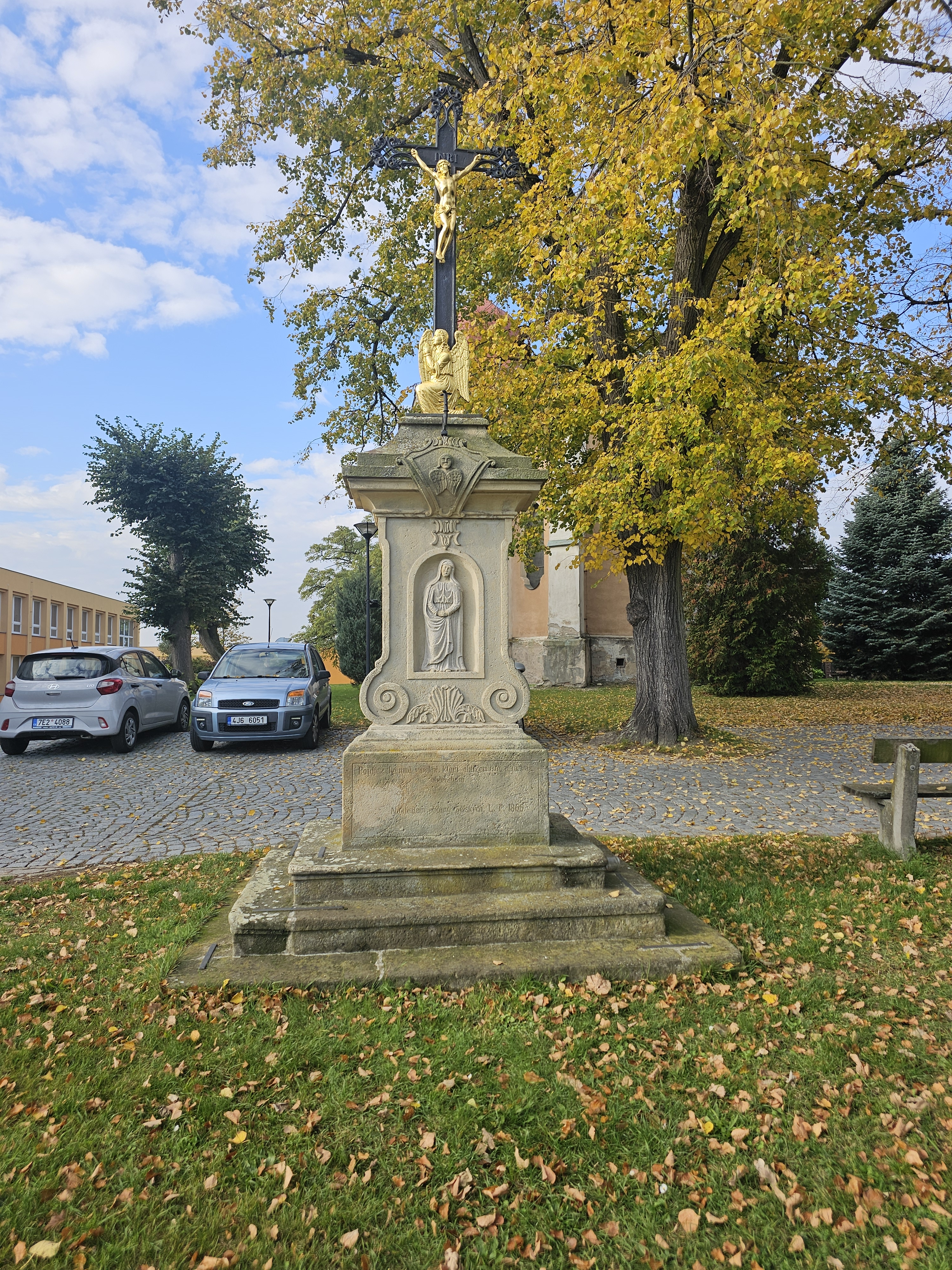
Krucifix v Rohovládově Bělé v říjnu 2024